# Habenaria ridleyana
Habenaria ridleyana är en orkidéart som beskrevs av Friedrich Fritz Wilhelm Ludwig Kraenzlin. Habenaria ridleyana ingår i släktet Habenaria och familjen orkidéer.
Artens utbredningsområde är Etiopien. Inga underarter finns listade i Catalogue of Life.